# Gösta Sundqvist
Gösta Erik Sundqvist (* 17. Mai 1957 in Espoo; † 16. August 2003 in Helsinki) war ein finnischer Musiker und bekannt als Sänger der Gruppe Leevi and the Leavings.
Die Gruppe Leevi and the Leavings bestand von 1978 bis zum Tod Sundqvists im Jahr 2003. Fälschlicherweise wird oft in Leevi im Bandnamen Gösta Sundqvist selbst vermutet. Allerdings soll Leevi ein alter Freund der Bandmitglieder gewesen sein.
Gösta Sundqvist schrieb die Lieder der Gruppe. Stilistisch war oft eine melancholische Stimmung und tragikomische Elemente in den Texten. Stilistisch bewegte sich die Musik zwischen Folk, Pop, manchmal auch Rock oder sogar Reggae. Leevi and the Leavings gelten als Vertreter des „Suomirocks“ und trotz des englischsprachigen Bandnamens sind alle Texte ausschließlich auf Finnisch. Sundqvist und Leevi and the Leavings genossen und genießen eine hohe Popularität in Finnland, obwohl die Gruppe keine Live-Auftritte gab und sich auch sonst sehr den Medien gegenüber verschloss. Zu den beliebtesten Liedern gehören heute „Teuvo, maanteiden kuningas“, „Sopivasti lihava“ und „Rin Tin Tin“.
Von 1990 an arbeitete Sundqvist auch für den finnischen Radiosender Radiomafia. Er schrieb teils humoristische Beiträge.
Sundqvist starb 2003 im Alter von 46 Jahren an einem Herzinfarkt.